# Siphonops
Genre
Siphonops est un genre de gymnophiones de la famille des Siphonopidae.

## Répartition
Les cinq espèces de ce genre se rencontrent en Amérique du Sud, à l'Est des Andes.

## Liste des espèces
Selon Amphibian Species of the World (11 février 2014) :
- Siphonops annulatus (Mikan, 1820)
- Siphonops hardyi Boulenger, 1888
- Siphonops insulanus Ihering, 1911
- Siphonops leucoderus Taylor, 1968
- Siphonops paulensis Boettger, 1892

## Publication originale
- Wagler, 1828 : Auszüge aus einem Systema Amphibiorum. Isis von Oken, vol. 21, p. 740-744 (texte intégral).